# Waliccy herbu Łada
Waliccy – rodzina szlachecka herbu Łada wywodząca się z Walisk w ziemi czerskiej na Mazowszu.

Łada herb Walickich

Bracia Andrzej, Michał, Maciej i Mikołaj z  Kopanej otrzymali wieś Waliska od książąt mazowieckich  Jana i Bolesława.
Jan Walicki, syn Daniela i Zofii z Niedobylskich, był podwojewodzim rawskim. Żonaty był z Zofią Nowomiejską. Ich synem był Kazimierz, stolnik rawski, żonaty z Anną Komuńską. Mieli oni trzy córki i dwóch synów: Jana, żonatego z Garczyńską, ojca Ludwiki, primo voto Karczewskiej, secundo voto Węglińskiej i Aleksandra, podczaszego rawskiego. Żoną Aleksandra była Pudencjanna Czosnowska. Ich synem zaś - Bazyli Walicki, kolejno: chorąży rawski, kasztelan sochaczewski, kasztelan rawski i w końcu wojewoda rawski. Odznaczony orderami Orła Białego i Świętego Stanisława. 
Bazyli i jego żona Anna Nieborska (kasztelanka płocka) mieli pięć córek i dwóch synów: zmarłego młodo Kazimierza, starostę grodzkiego sochaczewskiego, żonatego z Anną Krasińską (córką Ignacego i Agnieszki z Potkańskich) oraz Józefa, starostę mszczonowskiego, kawalera orderu Świętego Stanisława. Józef pod koniec XVIII wieku ożenił się z Klementyną Kozietulską, siostrą Jana Kozietulskiego, bohatera spod Somosierry. Józef i Klementyna mieli dwoje dzieci: Aleksandra, zmarłego w 1831 roku na cholerę w wieku 26 lat oraz Józefę, która wyszła za mąż za Stanisława Rzewuskiego, syna Wacława. Stanisław zmarł w 1831 roku w czasie tej samej epidemii cholery co brat Józefy. W 1834 roku wyszła ona ponownie za mąż za Zdzisława Zamoyskiego.
Waliccy wzmiankowani byli także w innych województwach.    